# 日東交通館山営業所
日東交通館山営業所（にっとうこうつうたてやまえいぎょうしょ）は、千葉県館山市北条に位置する日東交通の営業所。

## 概要
主に館山地区を発着する高速路線を担当する。
機能が分散しており、館山駅前に事務所と車庫、国道127号線（館山バイパス）沿いに車庫をそれぞれ有している。いずれも館山日東バスと共有していた。

## 沿革
- 1994年（平成6年）10月1日 - 一般路線を館山日東バスに分社、移管する。
- 2001年（平成13年）7月15日 - 白浜・館山 - 東京線「房総なのはな号」運行開始。高速バスの管轄を開始する。
- 2014年（平成26年）10月1日 - 館山 - 新宿線「新宿なのはな号」運行開始。
- 2018年（平成30年）6月18日 - 事務所機能を館山市北条2201番地1号から同市正木577番地に移転[1]。
- 2020年（令和2年）10月1日 - 日東交通が館山日東バスと鴨川日東バスを吸収合併[2]。
- 2025年（令和7年）4月1日 - 一般路線にPASMOを導入[3]。

## 現行路線
〔〕内は共同運行会社。

### 高速バス
- 白浜・館山 - 東京線 【房総なのはな号】〔JRバス関東〕
- 館山 - 新宿線 【新宿なのはな号】〔JRバス関東〕

- 館山 - 羽田空港・横浜線  〔京浜急行バス〕

神奈川県横浜市・東京都大田区と千葉県館山市を結ぶ高速バス路線である。乗車券については羽田空港・横浜駅方面は座席定員制、君津BT・館山駅前方面は利用便指定制をそれぞれとっている。
- 館山駅前 - とみうら枇杷倶楽部 - ハイウェイオアシス富楽里 - 君津バスターミナル ⇔ 羽田空港（一部便のみ） - 横浜駅東口BT（東京湾アクアライン経由）

路線沿革
- 2007年（平成19年）9月1日 - 運行開始。
- 2009年（平成21年）3月31日 - 君津バスターミナルへの乗り入れを開始する。同時に専用回数券の発売開始。
- 2010年（平成22年）5月16日 - 京浜急行バス担当便を横浜京急バス杉田営業所に移管。
- 2014年（平成26年）4月1日 - 消費税率引き上げに伴い、運賃を改定。
- 2016年（平成28年）1月16日 - 横浜京急バス担当便を京浜急行バスに再移管、新子安営業所の担当となる。
- 2016年（平成28年）7月13日 - PASMO・Suica導入。
- 2018年（平成30年）
  - 5月31日 - 同日を以って窓口での乗車券発売を終了。
  - 9月1日 - 同日を以って予約受け付けを終了。

- 2019年（令和元年）10月1日 - 同日から供用開始となる富津浅間山バスストップに停車開始。

運行回数
- 横浜・羽田 - 館山：下り4便、上り4便
- 横浜 - 館山：下り4便、上り4便

※館山行きは君津BT経由
- 白浜・館山 - 千葉線 【南総里見号】〔ちばシティバス〕

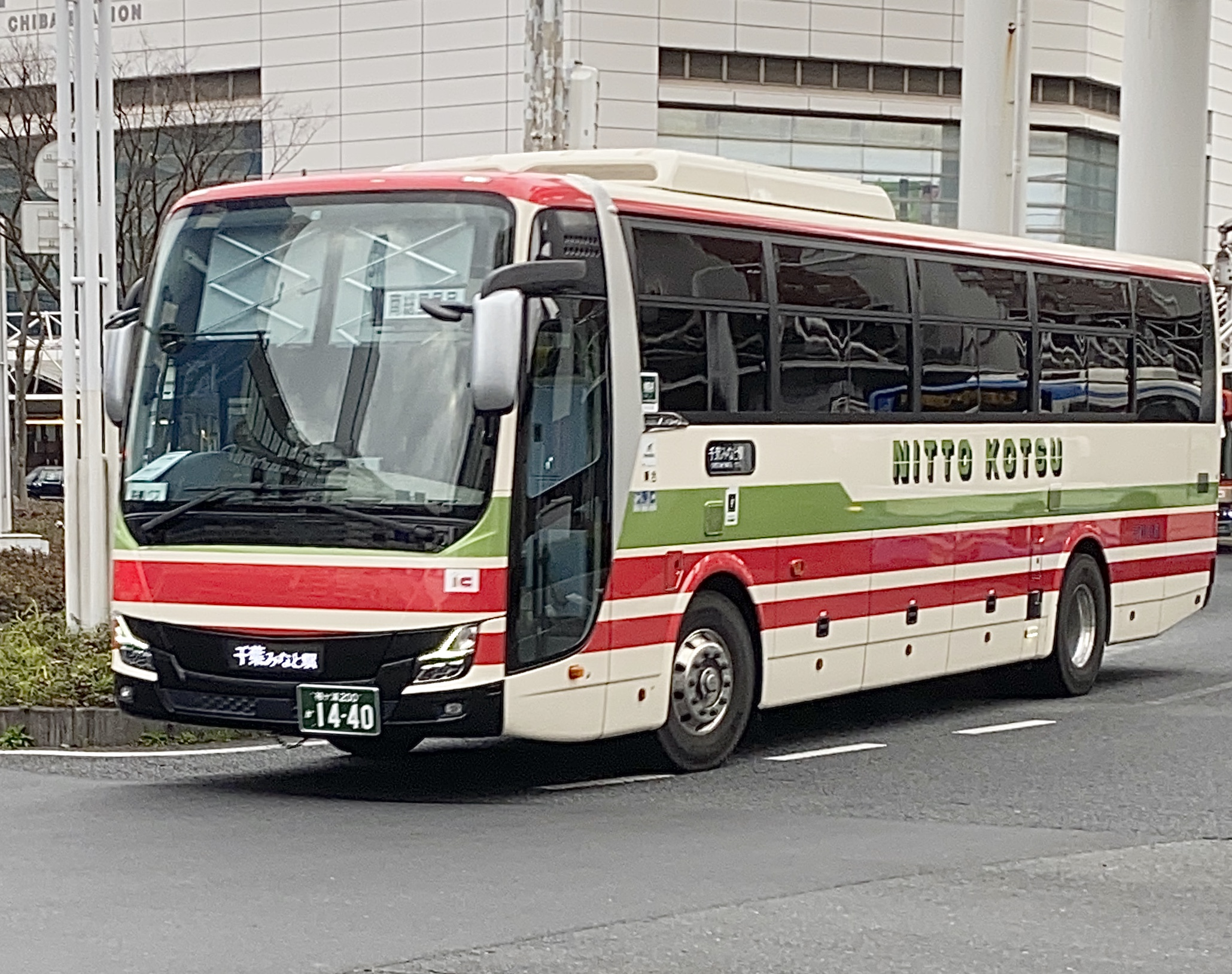
南総里見号

千葉県千葉市と同県南房総市を結ぶ高速バス路線である。愛称は一般公募により制定（『南総里見八犬伝（作：曲亭馬琴）』から由来する）。
全便先着順の座席定員制の為、予約は不要だが満席時は乗車できない。特に白浜・館山発の朝の便と千葉発の夕方の便は、日によって補助席まで埋まることもある。運賃は千葉方面は乗車時（同時に目的地を申告）、館山・白浜方面は降車時に現金または回数券で支払う。2017年（平成29年）11月のダイヤ改正よりPASMO・Suicaによるバス利用特典サービス（バス特）が適用されるようになった。
- 安房白浜駅 - 館山駅前 - 東京湾フェリー - 木更津羽鳥野バスストップ ⇔ 蘇我駅 - 千葉駅 - 千葉みなと駅（館山自動車道経由）

路線沿革
- 2006年（平成18年）2月10日 - 白浜野島崎 - 千葉中央駅・千葉みなと駅間で運行開始。1日16往復。
- 2006年（平成18年）7月1日 - 専用回数券の発売開始。
- 2006年（平成18年）9月16日 - 蘇我駅への乗り入れ開始。
- 2006年（平成18年）11月 - 高速バスロケーションシステムのサービス開始。
- 2007年（平成19年）4月21日 - 「木更津羽鳥野バスストップ」停留所に停車開始。
- 2007年（平成19年）7月5日 - 館山自動車道全通に伴い運行経路変更（所要時間短縮）。
- 2008年（平成20年）4月21日 - 木更津羽鳥野バスストップ始発便新設（0.5往復・平日のみ臨時扱い）。
- 2008年（平成20年）12月1日 - 20往復に増便。
- 2009年（平成21年）3月26日 - 京成バス運行便のみPASMO・Suica導入。
- 2011年（平成23年）1月30日 - 発車時刻等の見直しを実施する。
- 2012年（平成24年）12月16日 - 22往復に増便。
- 2014年（平成26年）4月1日 - 消費税率引き上げに伴い、運賃を改定。併せて、通勤定期券の発売開始。
- 2014年（平成26年）7月23日 - 京成バス担当便をちばシティバスに移管。
- 2016年（平成28年）3月19日 - 館山日東バス運行便にPASMO・Suica導入。
- 2017年（平成29年）11月18日 - 発車時刻等の見直しを実施する。併せて、白浜側の発着地が安房白浜駅に変更、千葉側の発着地が千葉みなと駅に全て集約。
- 2018年（平成30年）2月25日 - 23往復に増便。
- 2019年（令和元年）10月1日 - 同日から供用開始となる富津浅間山バスストップに停車開始。
- 2020年（令和2年）10月1日 - 館山日東バスが日東交通と合併し、日東交通とちばシティバスの2社体制となる。
- 2022年（令和4年）9月1日 - 同日から平日の一部便が東京湾フェリー（浜金谷港）に停車開始。
- 2023年（令和5年）7月31日：同日のダイヤ改正により、平日40便、休日28便にそれぞれ減便。併せて、休日の一部便が東京湾フェリー（浜金谷港）に停車予定。

運行回数
- 安房白浜駅 - 千葉みなと駅：上り6便、下り6便
- 館山駅前 - 千葉みなと駅：上り17便、下り17便

※安房白浜駅発着便は館山駅前経由
使用車両
原則として化粧室付きハイデッカー4列シート車で運行。但し車両操車の都合上トイレ無し車両が使用される場合があるが、その際は市原SAにてトイレ休憩が設けられる。
付記
- 2006年（平成18年）7月21日から2007年（平成19年）7月20日まで、京成線1日乗車券と南総里見号1往復分が付いた特別企画乗車券『南房総館山・白浜ぶらりパス』を発売していた。発売額は3,000円で、有効期限内は乗車当日に限って京成線は何回でも、南総里見号運行路線内は往復1回利用できた。但し、京成線利用後（ぶらりパス裏面に利用日印字）でないと南総里見号には乗車はできなかった。

### 一般路線バス
全路線が、館山日東バスから引き継いで運行されている。
館山日東バス合併前の沿革、路線詳細は「館山日東バス#一般路線バス」の各項を参照。
市内線
- 館山航空隊 - 下町 - 館山駅（ - イオンタウン館山） - 那古 - 船形駅前 - とみうら枇杷倶楽部 - 富浦駅前 - なむや（南無谷） - 小浜
  - なむや - 小浜間は全便土休日運休である。

館山 - 鴨川線
- 館山駅 - 南総文化ホール前 - 安房地域医療センター - 九重駅入口 - 大井火の見前 - 古川 - 和田浦駅入口 - お花畑 - 江見駅入口 - 鴨川駅東口 - 鴨川シーワールド - 亀田病院

白浜 - 千倉 - 館山線
- 館山駅 - 南総文化ホール前 - 安房地域医療センター - 九重駅前通り - 安東 - 千倉駅 - 寺庭/ゆらり - 平館車庫 - 安房平磯 - 白間津 - 乙浜 - 安房白浜

### コミュニティ路線
- 南房総市営バス -  館山日東バス統合により移管。詳細は当該記事を参照。
- 鋸南町営循環バス -  館山日東バス統合により移管。詳細は当該記事を参照。

丸線
- 館山駅（ - イオンタウン館山） - 那古宿 - 亀ヶ原 - 三芳病院前 - 山名 - 丸農協前 - 川谷 - 細田
  - 2021年（令和3年）
    - 1月18日 - 実証運行として、三芳分庁舎への乗り入れを開始[17]。
    - 3月14日 - 実証運行終了に伴い、三芳分庁舎への乗り入れを終了。

  - 2022年（令和4年）
    - 1月17日 - 実証運行として、三芳分庁舎への乗り入れを再開[18]。
    - 3月13日 - 実証運行終了に伴い、三芳分庁舎への乗り入れを終了。

館山日東バス合併前の沿革、路線詳細は「館山日東バス#コミュニティ路線」を参照。
豊房線
- 館山駅 - 下真倉 - 豊房 - 安房中山 - 下神余 - 長尾橋 - 野島崎灯台口 - 安房白浜

館山日東バス合併前の沿革、路線詳細は「館山日東バス#コミュニティ路線」を参照。

### 定期観光バス

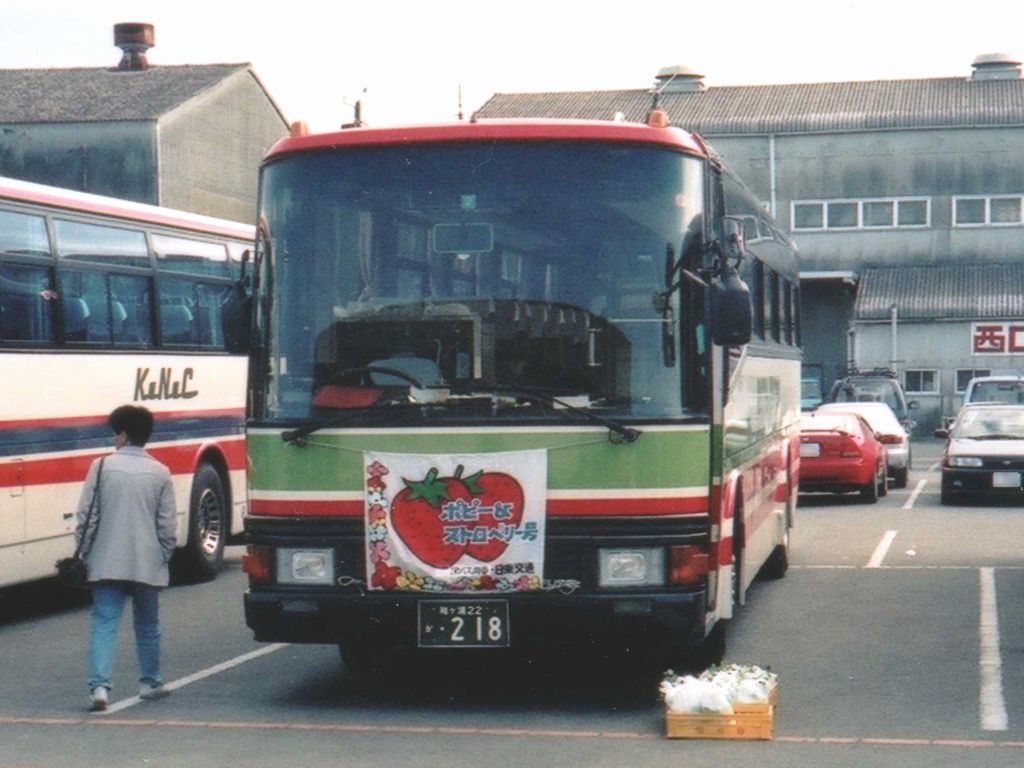
ポピー&ストロベリー号

- ポピー&ストロベリー号 〔JRバス関東〕

同営業所に併設する館山観光営業所が運行する季節運行（毎年2月 - 3月の土曜・休日など）の定期観光路線である。2012年（平成24年）運行分から、従来の「1日コース」に加えて、新たに「午後コース」が設定された。また、館山港 - 館山駅間の乗車は、東海汽船のジェット船利用者に限定される。
かつては運行車両の前面に、イチゴのイラストが描かれた幕（右画像参照）を掲げていたが、現在は省略されている。
- 館山港⇒館山駅⇒館山ファミリーパーク（花摘み）⇒館山駅（昼食）⇒道の駅「三芳村」鄙の里⇒館山いちご狩りセンター（いちご狩り）⇒館山駅⇒館山港

路線沿革
- 1970年代 - 運行を開始する。
- 1996年（平成8年）1月 - 白浜町・千倉町（当時）に乗り入れを開始する。
- 2011年（平成23年）2月 - 見学地に安房神社を追加する。
- 2012年（平成24年）2月 - 三芳地区に乗り入れを開始する。併せて、白浜・千倉地区を運行経路から、安房神社を見学地からそれぞれ除外される。

## 廃止路線

### 一般路線バス
館山市街地循環バス（実証運行）
- 南ルート：館山駅 - 市役所 - コミュニティセンター - コメリパワー館山店 - 館山病院 - 渚の駅 - 館山駅
  - 2021年（令和3年）
    - 1月5日 - 運行開始。北ルートはJRバス関東が担当[20]。
    - 3月5日 - 実証運行期間終了[21]。
- 北ルート：館山駅 - 市役所 - カインズ館山店 - 亀田ファミリークリニック館山 - イオンタウン館山 - 館山駅
- 南ルート：館山駅 - 潮留橋 - 南総文化ホール - コメリパワー館山店 - 館山病院 - 渚の駅 - 館山駅
  - 2021年（令和3年）10月1日 - 経路の変更、一部便の直通化などを行い、再度実証運行を開始[22]。両ルートともJRバス関東と共同運行[23]。
  - 2022年（令和4年）1月31日 - 実証運行期間終了。

平群線
- 館山駅（ - イオンタウン館山） - 那古宿 - 亀ヶ原 - 三芳病院前 - 滝田郵便局 - 不寝見川 - 平群車庫
  - 2021年（令和3年）
    - 1月18日 - 実証運行として、安房地域医療センター経由に経路を変更、三芳分庁舎への乗り入れを開始[17]。
    - 3月14日 - 実証運行終了に伴い、当初の経路へ変更、三芳分庁舎への乗り入れを終了。

  - 2022年（令和4年）
    - 1月17日 - 実証運行として、三芳分庁舎への乗り入れを再開。起終点を安房地域医療センターに変更し、朝1往復を除きデマンド運行となる[18]。
    - 3月13日 - 実証運行終了に伴い、館山駅を起終点とする当初の経路へ変更、三芳分庁舎への乗り入れを終了。全便予約なし運行となる。

  - 2023年（令和5年）
    - 9月30日 - 予約制乗合送迎サービス「チョイソコ南房総・館山」に移行する形で路線廃止。

## 車両
高速バス

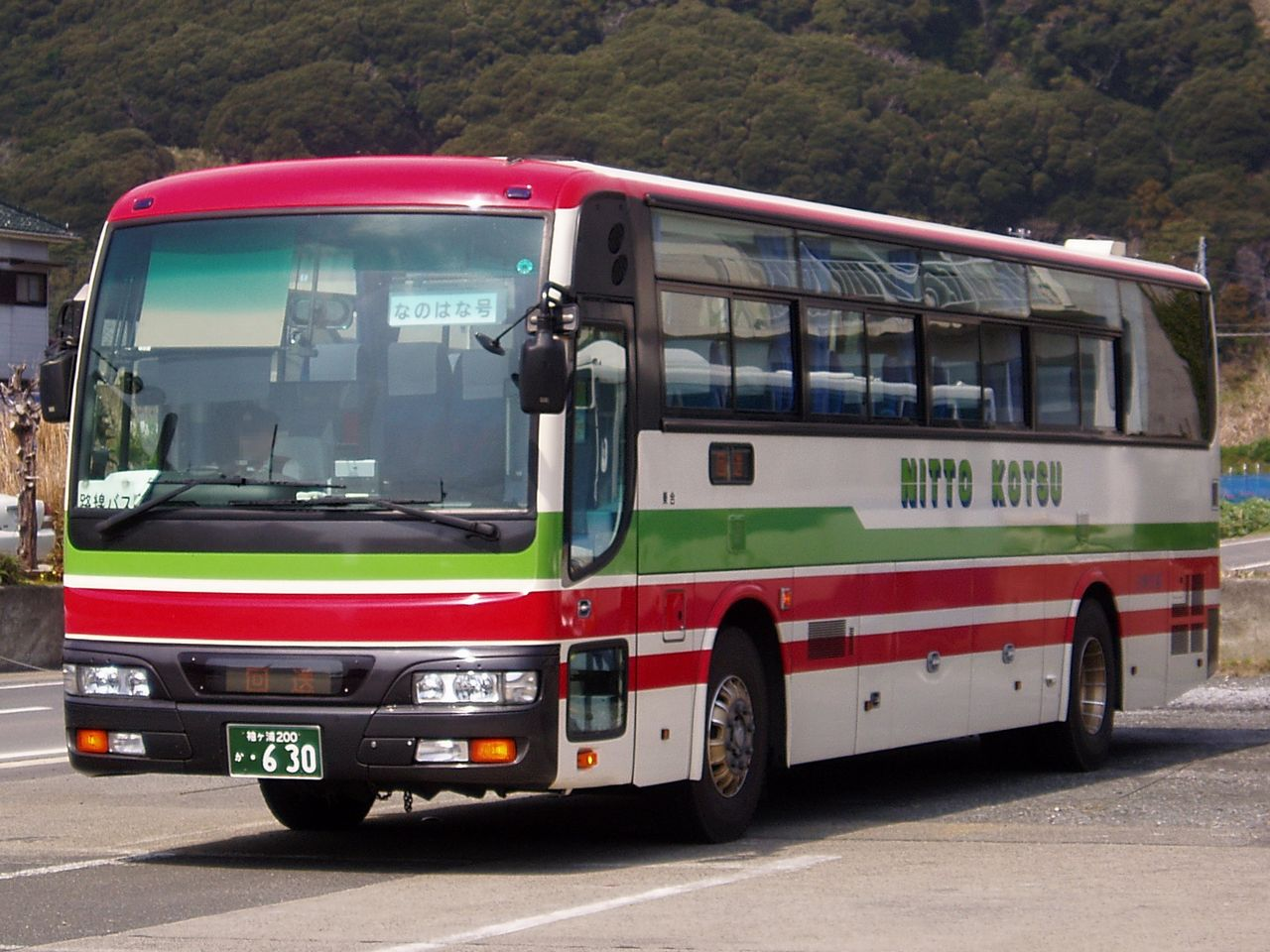
同営業所所属の高速路線車（日産ディーゼル・スペースアロー）

館山営業所が担当する路線の全行程所要時間は約2時間から2時間30分であるため、全車化粧室が備えられている。また、同社営業所の中で唯一、スペースアローの尿素SCRシステム搭載車が在籍している。
不定期ながら、応援で鴨川営業所へ車両を充てることもある（主にアクシー号）。
- UDトラックス（旧:日産ディーゼル）
  - スペースアロー

- 日野
  - セレガ

- 三菱ふそう
  - エアロバス、エアロエース

一般路線バス
- UDトラックス（旧:日産ディーゼル）
  - スペースランナー（中型車。西武バスからの移籍）